# Miroslav Čada (volejbalista)
Miroslav Čada mladší (*8. května 1953) je volejbalový reprezentant a úspěšný volejbalový trenér. Jako hráč získal dva tituly Mistra Československa. Jako trenér pak pět extraligových titulů s týmem KP Brno a deset titulů s teamem VK Prostějov.

## Život

### Sportovní kariéra
Volejbalovou kariéru začínal roku 1968 jako dorostenec v oddíle Zetor volejbal. V následujícím roce přestoupil do oddílu Zbrojovka Brno. S ním získal titul Mistr ČSSR v sezóně 1973/1974. Působení ve Zbrojovce bylo přerušeno roční vojenskou službou v sezóně 1979/1980, kdy hrál v Dukle Liberec, se kterou také získal mistrovský titul.

### Trenérská kariéra
Zkušenosti s trenérskou profesí sbíral Miroslav Čada už jako hrající asistent ve Zbrojovce Brno, kde v letech 1983-1988 zastupoval trenéra Karla Lázničku.
Jako asistent trenéra působil v sezónách 1989/1990 u mužské reprezentace ČSFR, jako trenér pak vedl ženskou reprezentaci ČR v sezóně 2001/2002 a v letech 2002-2014 pak ženskou reprezentaci SR. S ní se umístil na ME Evropy v Turecku 2003 na 11. místě.
Roku 1996 začala jeho kariéra trenéra ženského volejbalu, když nastoupil v klubu VK Královo Pole, kde působil až do roku 2008. Tento team získal mistrovský titul pod jeho vedením celkem pětkrát a to v letech 2002 až 2007. V letech 2000 a 2001 získal druhé místo. Čtyřikrát v letech 2001, 2002, 2003 a 2006 také zvítězil v Českém poháru.
Od roku 2008 přešel do klubu VK Prostějov. Pod jeho vedením klub vyhrával titul Mistra ČR v letech 2010-2020. VK Prostějov také devětkrát zvítězil v Českém poháru.